# Speedy O. Long

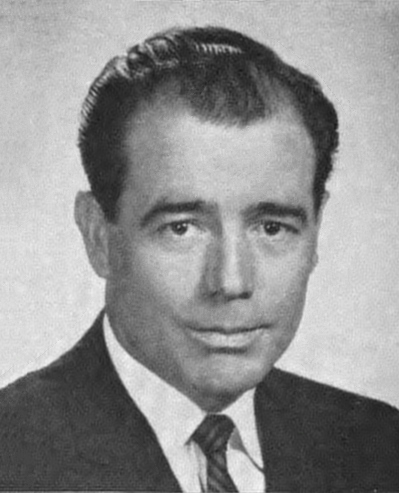
Speedy O. Long (1969)

Speedy Oteria Long (* 16. Juni 1928 in Tullos, La Salle Parish, Louisiana; † 5. Oktober 2006 in Trout, Louisiana) war ein US-amerikanischer Politiker. Zwischen 1965 und 1973 vertrat er den Bundesstaat Louisiana im US-Repräsentantenhaus.

## Werdegang
Speedy Long war Mitglied der in Louisiana sehr einflussreichen Long-Familie. Deren prominenteste Mitglieder waren unter anderem Huey Long, Rose McConnell Long, Russell B. Long, George S. Long, Gillis William Long und Earl Long; diese waren Mitglieder des Kongresses und/oder Gouverneure von Louisiana. Er besuchte die öffentlichen Schulen seiner Heimat und beendete im Jahr 1945 die Winnfield High School. Zwischen 1946 und 1948 war Long Soldat in der US Navy. Danach studierte er bis 1950 am Northwestern State College in Natchitoches. In den Jahren 1951 und 1952, während des Koreakrieges, wurde er noch einmal zur Marine eingezogen. Nach einem anschließenden Jurastudium an der Louisiana State University in Baton Rouge und seiner im Jahr 1959 erfolgten Zulassung als Rechtsanwalt begann er in Jena in seinem neuen Beruf zu arbeiten.
Politisch war Long entsprechend der Familientradition Mitglied der Demokratischen Partei. Zwischen 1956 und 1964 saß er im Senat von Louisiana. Bei den Kongresswahlen des Jahres 1964 wurde er im achten Wahlbezirk seines Staates in das US-Repräsentantenhaus in Washington, D.C. gewählt, wo er am 3. Januar 1965 die Nachfolge seines Cousins Gillis antrat, den er bei den Vorwahlen geschlagen hatte. Nach drei Wiederwahlen konnte er bis zum 3. Januar 1973 vier Legislaturperioden im Kongress absolvieren. Dort war er Mitglied im Streitkräfteausschuss und im Fischereiausschuss. Long galt als konservativer Demokrat.
In den Jahren 1971 und 1987 kandidierte er jeweils erfolglos für das Amt des Gouverneurs von Louisiana. Beim ersten Versuch belegte er in der Primary seiner Partei den achten Platz, 1987 wurde er dort Sechster. Von 1973 bis 1985 amtierte Long als Bezirksstaatsanwalt im 28. Gerichtsbezirk von Louisiana. Er starb am 5. Oktober 2006 in Trout. Speedy Long war mit Florence Marie Theriot (1933–2007) verheiratet, das Paar hatte zwei Kinder.